# 冰島語維基百科
冰島語維基百科是維基百科協作計劃的冰島語版本，由非營利組織──維基媒體基金會維持負責。目前是各語言維基百科計劃中，規模排名第40（依條目量計算）的維基百科。計劃開始於2001年，截至2011年11月11日為止，已有超過32,639個條目，編輯次數1,184,490次，註冊人數23,395用戶。

## 外部連結
- 冰島語維基百科（页面存档备份，存于）